# Companhia dos Caminhos de Ferro Portugueses
La Companhia dos Caminhos de Ferro Portugueses fue la principal operadora del transporte ferroviario en Portugal. Fundada en 11 de mayo de 1860, por el empresario español José de Salamanca y Mayol, con el nombre de Companhia Real dos Caminhos de Ferro Portugueses, habiendo alterado su designación después de la implantación de la República Portuguesa, el 5 de octubre de 1910. En la primera mitad del siglo XX, pasó por un proceso de expansión, habiendo asimilado varias empresas ferroviarias privadas, y los ferrocarriles que habían estado bajo la gestión del Gobierno Portugués. No obstante, los efectos de la Segunda Guerra Mundial, y el avance de los transportes de carretera y aéreo deterioraron de tal forma su situación económica que, después de la Revolución de los Claveles, fue necesario nacionalizar la compañía, transformándose en una nueva institución, denominada Caminhos de Ferro Portugueses.

## Historia

### Companhia Real dos Caminhos de Ferro Portugueses

#### Formación
A mediados del siglo XIX, la Companhia Central Peninsular dos Caminhos de Ferro de Portugal, que había sido contratada para construir una conexión ferroviaria entre Lisboa y España, se encontraba con dificultades técnicas y financieras, lo que estaba atrasando el proyecto considerablemente; el empresario inglés Samuel Morton Peto, que se encontraba dirigiendo las obras, fue encargado de formar una nueva empresa, que sustituyese la Compañía Peninsular, pero sin éxito, habiendo su contrato terminado el 6 de  junio de 1859.
Así, el gobierno elaboró un nuevo contrato, el 30 de  julio, con el empresario español José de Salamanca y Mayol, que formó la Compañía Real de los Caminhos de Ferro Portugueses, para construir la conexión ferroviaria de las Líneas del Norte y Este; los estatutos de esta empresa fueron elaborados el 12 de diciembre, y aprobados el día 22 del mismo mes, siendo la empresa formalmente constituida el 11 de mayo de 1860, aunque el decreto que oficializó este acto no fue publicado hasta el 20 de  junio.
En 25 de junio de 1865, la Compañía Real adquirió los derechos de explotación de la Línea del Norte a José de Salamanca; el 10 de noviembre, la escritura pública fue aprobada, y el tramo ya construido, entre Lisboa y Ponte da Asseca, pasó a la Compañía.

#### Operaciones
En enero de 1902, ya había llegado una de las locomotoras encomendadas por la Compañía a la casa Fives-Lille para asegurar los servicios rápidos, encontrándose, en ese mes, siendo montada en las oficinas de Lisboa. El informativo de 1901, presentado en ese mes, reportaba que la situación financiera de la Compañía era bastante favorable, debido, principalmente, a la caída de los precios del carbón.

### Transición para la Companhia dos Caminhos de Ferro Portugueses
Después de la implantación de la República Portuguesa, el 5 de octubre de 1910, la compañía es transformada, en ese año, en la Companhia dos Caminhos de Ferro Portugueses.

### Companhia dos Caminhos de Ferro Portugueses

#### Primera Guerra Mundial
Después del inicio de la Primera Guerra Mundial, en 1914, se comprobó un fuerte aumento en los precios del carbón, lo que llevó a la Compañía a reducir los servicios, y utilizar leños para alimentar sus locomotoras, lo que generaba varios problemas de mantenimiento del material circulante; ese año fue, igualmente, marcado por varias huelgas generales de los ferroviarios, habiéndose practicado graves actos de sabotaje, siendo necesaria la intervención del ejército.

#### Período entre las dos Guerras Mundiales

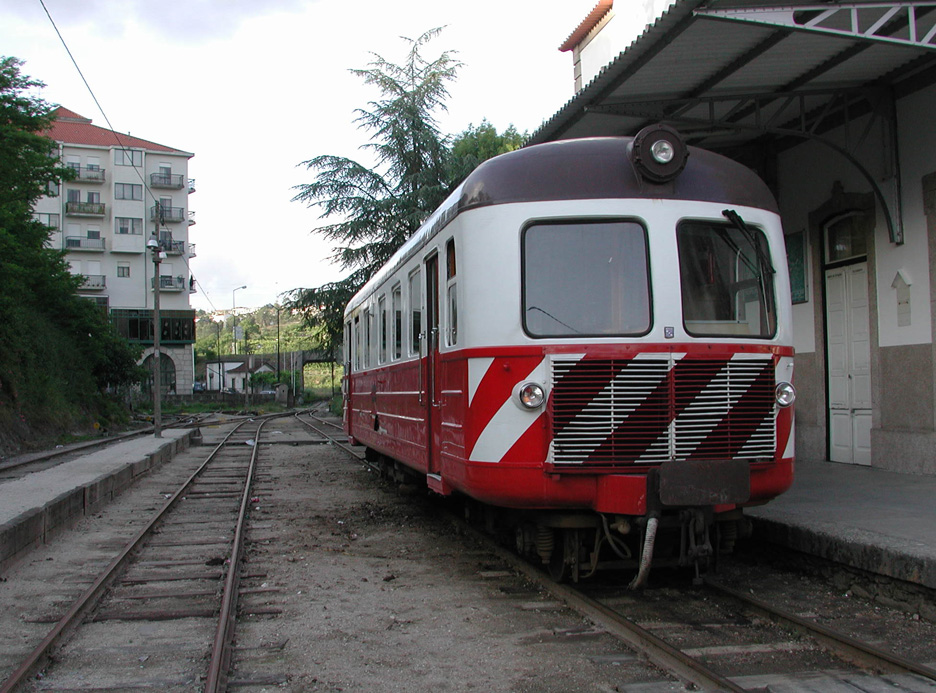
Estación de Amarante, en la línea del Támega.

Después del final de la Primera Guerra Mundial, permanecieron los problemas de explotación, debido al aumento de los precios, a los cuales las operadoras respondían con la emisión de sobretasas. El carbón, en especial, continuaba siendo escaso y a precios excesivos, por lo que continuó la utilización de leños en las locomotoras. Por otro lado, también continuaron los problemas sociales, agravados por nuevas medidas, con la introducción de las 8 horas de trabajo diarias, que generaron varios conflictos y huelgas, como el cierre de las oficinas del Entroncamento en 1922, que tuvieron nefastos efectos en el material motor.
El 11 de mayo de 1927, obtuvo el concurso de arrendamiento de la explotación de las conexiones ferroviarias del Gobierno Portugués, hasta entonces gestionadas por la operadora Ferrocarriles del Estado; debido a la falta de experiencia en la gestión de líneas de ancho reducidp, subarrendó la línea del Támega a la Compañía de los Ferrocarriles del Norte de Portugal, y las Líneas del Corgo y Sabor a la Compañía Nacional de Ferrocarriles. En 1929, la tendencia de crecimiento de la Compañía se invirtió, debido a la competencia del transporte de transporte; en la década de 1930, se observó una regresión en el transporte, inicialmente de pasajeros, y después también de mercancías, lo que forzó una reducción en los gastos, como en el mantenimiento de vía y en la mano de obra. Por otro lado, también se comenzaron a estudiar nuevas técnicas y nuevos medios de tracción, como locomotoras y automotores a gasóleo.
En 1932, se efectuó una alteración en los estatutos, habiendo la Compañía pasado a ser una Sociedad anónima de responsabilidad limitada.

#### Segunda Guerra Mundial
Durante la Segunda Guerra Mundial, se volvió a experimentar una escasez de carbón, lo que llevó, nuevamente, a la reducción de los servicios. Así mismo, en 1940, la Compañía inició el servicio rápido Frecha de Prata, entre Lisboa y Oporto.

#### Del final de la Segunda Guerra Mundial a la Revolución de los Claveles

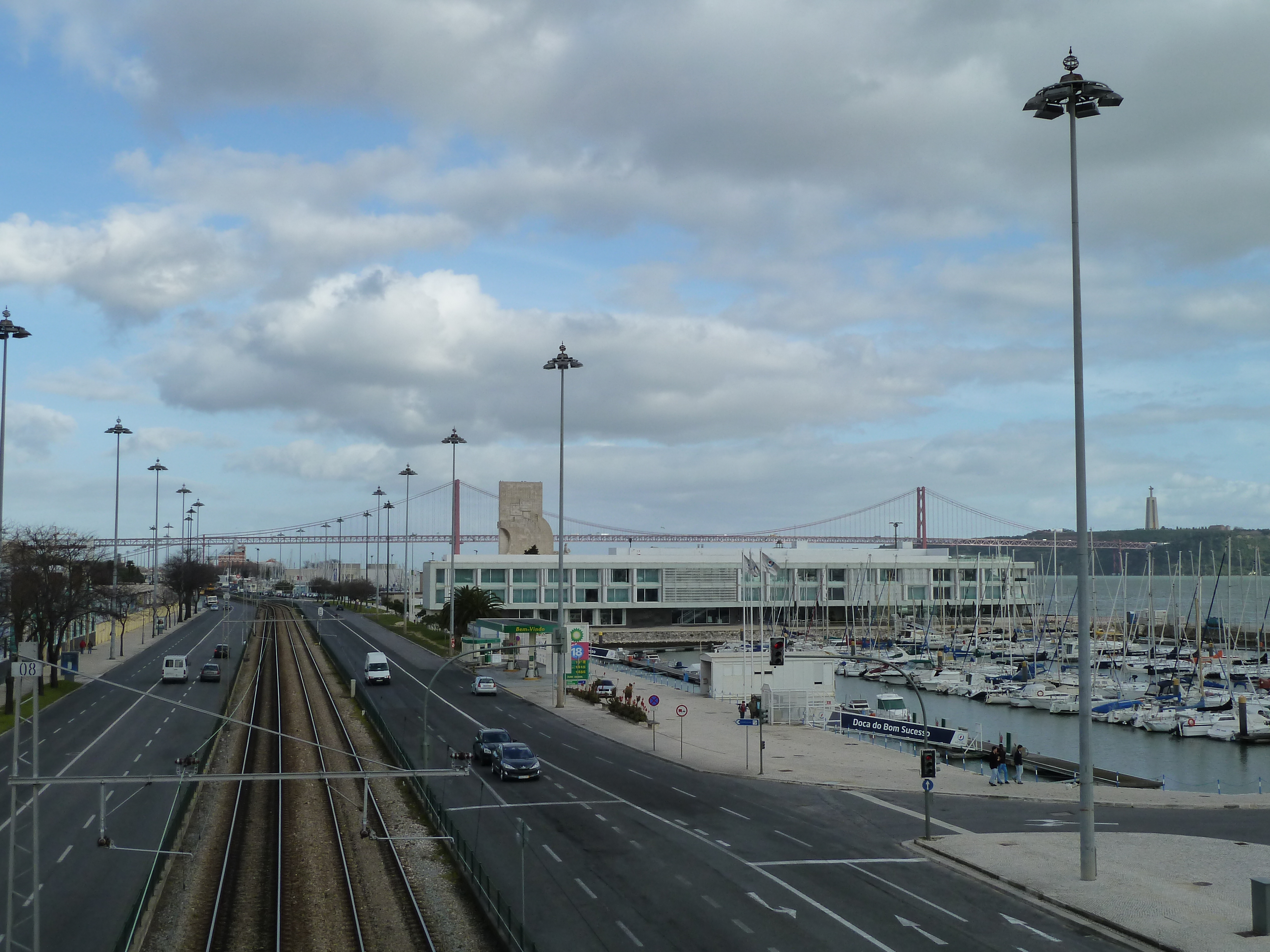
Línea de Cascais, en la zona de Belém.

En 1945, es publicada la Ley n.º 2008, sobre la coordinación de transportes terrestres, que determinó la concentración de todas las concesiones de explotación ferroviaria en una sola empresa; al año siguiente, fue realizada la escritura de transición de las Compañías de los Caminhos de Ferro Portugueses de Beira Alta, Nacional de Ferrocarriles y Portuguesa para la Construcción y Explotación de Ferrocarriles en la Companhia dos Caminhos de Ferro Portugueses. Esta empresa comenzó, así, en 1947, a explotar todas las líneas en Portugal, de ancho largo y estrecho, excepto la Línea de Cascais, que había sido arrendada a la Sociedad Estoril hasta 1976.
Se experimentó, no obstante, un acentuado descenso en las ventas, viéndose la Compañía forzada, en 1950, a pedir un préstamo de cincuenta millones de escudos. Al año siguiente, entró en vigor el contrato único, que reorganizó la gestión del transporte ferroviario, y alteró los estatutos de la Compañía.
También así, la compañía consiguió realizar varios inversiones, apoyados por el I Plan de Fomento (1953-1958), en el sentido de modernizar sus servicios; se destaca, principalmente, el viaje inaugural del servicio rápido Foguete, en 1953, y los proyectos de electrificación de la Línea de Sintra y del tramo entre Lisboa y Carregado de la Línea del Norte, concluidos en 1956. En 1958, fue introducido, para el personal de las oficinas, el régimen de semana inglesa, y, en 1959, la empresa contrató con Ericsson la instalación de señalización y mando centralizado en la Línea de Vendas Novas. En 1966, son publicados nuevos estatutos para la Compañía, y es completada la electrificación entre Lisboa y Porto; en 1968, es firmado un contrato con un consorcio de SOMAFEL y Somapre, para la renovación total de la vía.
En 1973, es publicado el Decreto de ley n.º 104/73, que autorizó el Ministro de las Comunicaciones a establecer un nuevo contrato de concesión con la Companhia dos Caminhos de Ferro Portugueses.

### Revolución de los Claveles y nacionalización
La situación de la compañía se vio profundamente afectada después de la Revolución de los Claveles; con efecto, varias inspecciones llevadas a cabo revelaron los graves problemas laborales, ocultados por la organización, y que tenían que ser resueltos, con efectos nefastos sobre la ya inestable capacidad financiera de la Compañía. Esta situación fue empeorada por las crisis del petróleo de 1973 y 1978, y por las nuevas prioridades del régimen democrático, que redujo sustancialmente los apoyos a la Compañía, con los cuales apenas se pudieron hacer algunas obras de construcción y mantenimiento de vía, como la instalación de los accesos ferroviarios al Complejo Industrial de Sines, y proseguir con el programa de sustitución del material motor a vapor, que se había iniciado 30 años atrás. En 1975, se produjo la nacionalización de la compañía, aunque, en la práctica, este proceso no tuvo grandes efectos, ya que la empresa se encontraba casi totalmente subordinada al Gobierno.